# 鄂尔多斯盆地

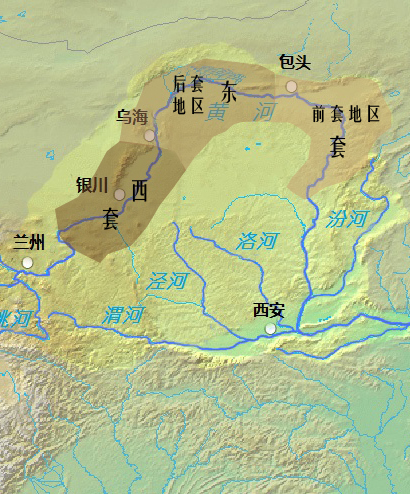
河套

陕甘宁盆地或称鄂尔多斯盆地，跨越中国甘肃、陕西、山西、内蒙古、宁夏五省区，亦从不同角度称鄂尔多斯高原，位于中国内蒙古高原的南部，东西北面环黄河，为河套地区的一部分，南部大致以长城及白于山分水岭为界，与黄土高原相接。位于北纬37°20'～40°50'，东经106°24'～111°28'。面积12万平方公里。
“鄂尔多斯”名稱來自蒙古語的斡耳朵。
三叠纪时存在着“鄂尔多斯湖”地质史古巨湖。

## 地貌
位于鄂尔多斯臺地向斜的北部，包括东胜台凸、陕北台凹北部，为华北台块的稳定部分。除桌子山外，岩层基本水平；中生代沉降形成向斜盆地，沉积较厚的砂岩、砂砾岩、页岩；西部有第三纪红色砂岩。
海拔大部为1300～1500米，东部切割河谷，可降到1000米下；个别达1600米以上。西北部桌子山（2149米）自北向南伸延。东胜以西至杭锦旗以东是海拔较高区（1450～1600米）。北沿是黄河三级阶地，为包头内陆断陷的南缘。东南部为凹陷盆地，广布第四纪沉积层、现代河湖沉积。鄂尔多斯流沙和“巴拉”（固定、半固定沙丘）广布。由于过度开垦、砍柴、放牧，大片固定沙丘逐渐转化为流沙。
分为5地貌区：中西部干燥剥蚀砂质高地；东南部多湖、沙丘分布的凹地平原（毛乌素沙地）；北部黄河阶地库布齐沙带；西部桌子山；东部沟谷底薄覆黄土丘陵区。

## 气候
位于温带季风区西缘，年均温6～8℃，年降水量150～500毫米。除西南部外，风向以偏西风为主，冬天以西北风为主，夏天以南风为主。无霜期130～170天，从东南向西北愈加干旱，降水自东南缘的450～520毫米，到西北缘的150毫米以下。东部属栗钙土干草原地带，西部属棕钙土半荒漠地带。